# Стапс, Хенк
Хенрикюс Вилхелмюс Адрианюс (Хенк) Стапс (нидерл. Henricus Wilhelmus Adrianus "Henk" Staps; 22 сентября 1936, Тилбург, Северный Брабант — 4 мая 2012, Тилбург, Северный Брабант) — нидерландский футболист, игравший на позиции правого крайнего нападающего, выступал за тилбургский клуб НОАД.

## Карьера
Начинал футбольную карьеру в родном Тилбурге в клубе третьего класса «Гудок». В октябре 1954 года перешёл в клуб НОАД. В команде дебютировал в возрасте 18 лет. В переходном сезоне 1955/56 его команда заняла 9-е место в группе А чемпионата и по итогам стыковых матчей получила право выступать в новом турнире — Эредивизи, едином чемпионате страны.
Первую игру в новом чемпионате нападающий провёл 20 января 1957 года против клуба БВК Амстердам — на выезде на «Олимпийском» стадионе его команда уступила со счётом 0:1. НОАД в первом в истории сезоне Эредивизи занял 12-е место. Летом 1957 года выставлялся на трансфер, но в итоге остался в команде. В сезоне 1957/58 на счету Хенка было 7 сыгранных матчей и один забитый гол — 19 января 1958 года на стадионе «Индюстристрат» он поразил ворота АДО.
За два сезона в Эредивизи за НОАД он провёл всего 8 матчей. В 1959 году вернулся в бывший клуб «Гудок».

## Личная жизнь
Отец — Арнолдюс Мартинюс Йоханнес Стапс, мать — Йоханна Вилхелмина Мария Бауэнс. Родители были родом из Тилбурга, они поженились в феврале 1935 года. В их семье была ещё дочь Адриана Корнелия Йоханна, родившаяся в мае 1939 года.
Умер 4 мая 2012 года в Тилбурге в возрасте 75 лет. Через несколько дней был кремирован.